# Naso tonganus

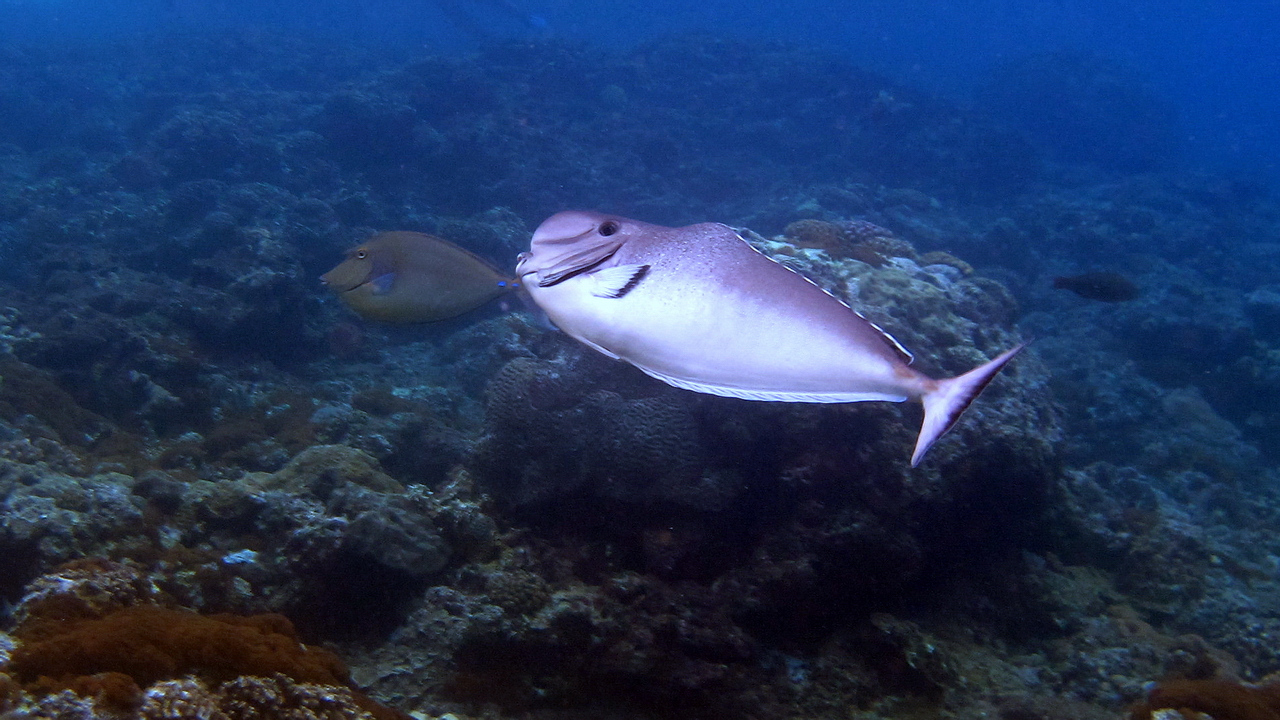
Ejemplar adulto en Green Island, Taiwán

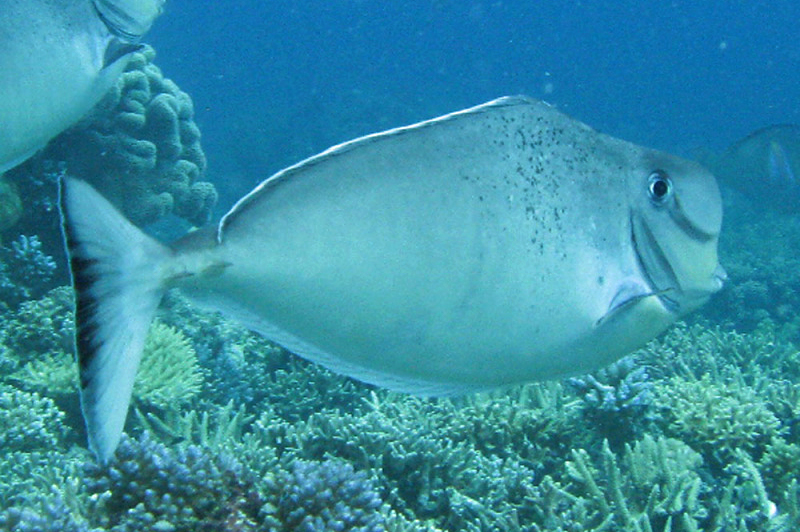
Ejemplar adulto en Lizard Island, Australia

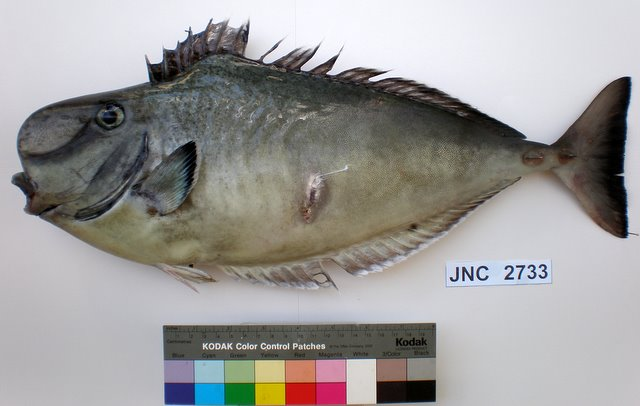
Ejemplar de 46 cm capturado en Noumea, Nueva Caledonia

El Naso tonganus es una especie de pez unicornio del género Naso, encuadrado en la familia Acanthuridae. Es un pez marino del orden Perciformes, ampliamente distribuido por aguas tropicales y subtropicales de los océanos Índico y Pacífico. Es común y localmente abundante en muchas partes de su rango de distribución. 
Consumido como alimento humano en varios lugares, en la isla Bellona, de las islas Salomón, es la especie de pescado de mayor importancia comercial, cultural y de subsistencia.
Su nombre más común en inglés es Humpnose unicornfish, o pez unicornio de nariz jorobada.

## Morfología
Se identifica por una gran protuberancia bulbosa en el hocico y por su joroba en la espalda. Tiene el cuerpo alargado en forma oval, comprimido lateralmente. Presenta 2 pares de quillas cortantes sobre placas, situadas a cada lado del pedúnculo caudal, que es estrecho. La aleta caudal tiene el margen cóncavo, y no tiene filamentos.
De color azul gris, fundiendo a gris amarillento en la mitad inferior y el vientre. El área debajo de la joroba de la espalda está moteada densamente en negro. La aleta caudal tiene un amplio submargen color negruzco. La aleta dorsal es color negruzca, con un amplio margen azul claro.  
Tiene 5 espinas dorsales, de 27 a 30 radios blandos dorsales, 2 espinas anales y de 26 a 28 radios blandos anales.
Puede alcanzar una talla máxima de 60 cm.

## Hábitat y modo de vida
Es una especie bento-pelágica. Habita aguas de lagunas soleadas, estuarios y laderas de arrecifes situados hacia mar abierto. Usualmente ocurren solitarios y en pequeños grupos.
Su rango de profundidad oscila entre 3 y 20 m.

## Distribución
Se distribuye desde la costa este africana, hasta Samoa, y por toda la Micronesia; al norte desde las islas Ryukyu de Japón, y al sur, hasta Nueva Caledonia y la Gran Barrera de Arrecifes australiana.
Es especie nativa de Australia, Birmania, Cocos, Comoros, islas Cook, Filipinas, Fiyi, Guam, Indonesia, Japón, Kenia, Kiribati, Madagascar, Malasia, Maldivas, islas Marianas del Norte, islas Marshall, Mauritius, Mayotte, Micronesia, Mozambique, isla Navidad, Nauru, Niue, Nueva Caledonia, Palaos, Papúa Nueva Guinea, Pitcairn, Polinesia Francesa, Reunión, islas Salomón, Samoa, Seychelles, Somalia, isla Spratly, Sudáfrica, Tailandia, Taiwán, Tanzania, Timor-Leste, Tokelau,  Tonga, Tuvalu, Vanuatu y Wallis y Futuna.

## Alimentación
Son herbívoros y están clasificados como ramoneadores. Se alimentan de algas bénticas carnosas y filamentosas, tanto verdes, como rojas.

## Reproducción
El dimorfismo sexual más evidente consiste en las mayores cuchillas defensivas de los machos. Son dioicos, de fertilización externa y desovadores pelágicos. 